# 3519 Ambiorix
3519 Ambiorix eller 1984 DO är en asteroid i huvudbältet som upptäcktes den 23 februari 1984 av den belgiske astronomen Henri Debehogne vid La Silla-observatoriet. Den är uppkallad efter den galliske försten Ambiorix.
Asteroiden har en diameter på ungefär 5 kilometer.